# Ozotroctes vassali
Ozotroctes vassali là một loài bọ cánh cứng trong họ Cerambycidae.